# کونچوبار مک نسا

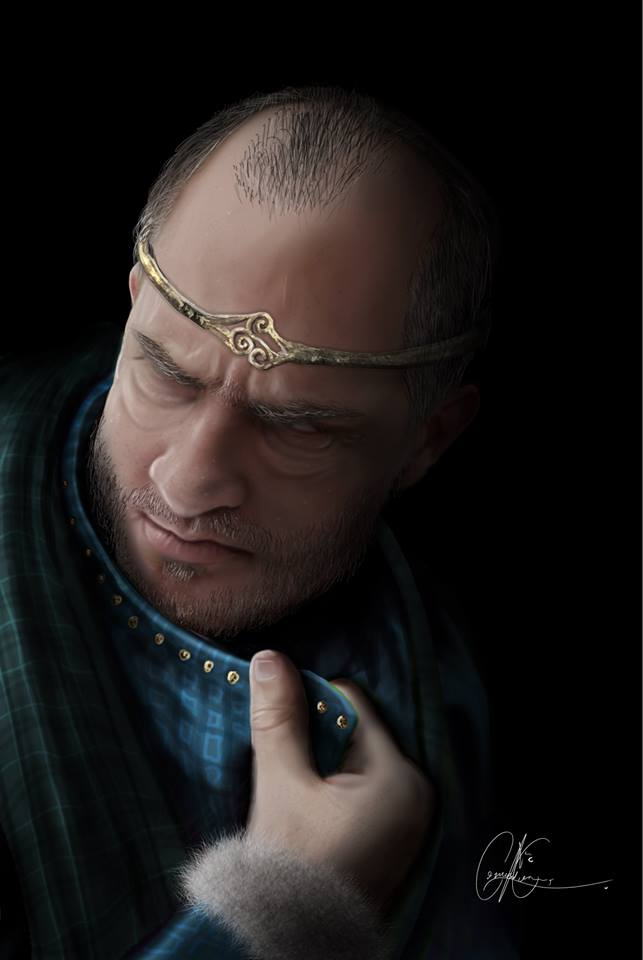
تصور مدرن از کونچوبار مک نسا

کونچوبار (یا کوناهار که کونور و کانر نیز تلفظ می‌شود), یکی از پادشاهان افسانه‌ای منطقه اولستر ایرلند است. کونچوبار مک نسا یا کانر مک نسا (مک در زبان ایرلندی به معنای پسر است) از شخصیت‌های محوری مجموعه داستان اساطیری ایرلندی به نام چرخه اولستر می‌باشد. مطابق سنت تاریخی, کونچوبار معاصر و هم‌دوره عیسی مسیح بوده است و دربار پادشاهی او در شهر باستانی آون ماخا قرار داشته که امروزه مکان آن را در حدود ناوان فورت در نزدیکی آرماگ می‌دانند. پادشاهی خودکامه است که حرص و آز او برای به دست آوردن دختری به نام دیردره باعث شد که پهلوانان اولستری مثل فرگوس مک روک از وی رویگردان بشوند. جنگ‌های او با ملکه مدب و پادشاه ایلیل, فرمانروایان پادشاهی همسایه به نام کوناکت, محوریت داستان چرخه اولستر را تشکیل می‌دهد. 

## مرگ
با اصابت یک گلوله ویژه به کونچوبار توسط کت مک ماگاک, سرباز کوناکتی, پادشاه اولستر جراحت مرگباری برداشت. این گلوله ویژه از مغز پادشاه لنیستر, مس گیگرا و آهک ساخته شده بود. پزشکان کونچوبار نمی‌توانند زخم را درمان کنند اما می‌گویند تا مادامی که او بیش از حد هیجان زده نشود, مشکلی پیش نخواهد آمد. اما سال‌ها بعد کونچوبار با شنیدن خبر رنج و مصائب عیسی از فرط غم و اندوه فوت می‌کند. در اثر خشم زخم کهنه می‌ترکد و خون زخم او را مسیحی تعمید می‌دهد و به بهشت می‌برد.